# Venom Cars
Venom Cars Limited war ein britischer Hersteller von Automobilen.

## Unternehmensgeschichte
Gary Thompson, der zuvor TKH Venom Services leitete, gründete 1986 das Unternehmen in Manchester. Er begann mit der Produktion von Automobilen und Kits. Der Markenname lautete Venom. Im Folgejahr endete die Produktion. Insgesamt stellte Thompson in beiden Unternehmen zusammen etwa 27 Exemplare her.

## Fahrzeuge
Im Angebot stand nur ein Modell. Dies war die Nachbildung des Lamborghini Countach. Die Basis bildete ein Fahrgestell, das GTD Supercars zulieferte. Darauf wurde eine Coupé-Karosserie aus Fiberglas montiert.